# リューリカ＝サトゥールン AL-31
AL-31(ロシア語: АЛ-31)はソビエト連邦のリューリカ（現サトゥールン科学製造合同）が開発した軍用ターボファンエンジンである。

## 概要
AL-31はスホーイSu-27 フランカーに搭載するために開発されたエンジンである。推力はアフターバーナー使用時にはAL-31Fは123 kN (27,600 lb)、AL-31FM (AL-35F)は137 kN (30,800 lb)、AL-37FUは142 kN (32,000 lb)の推力を出す。現在はフランカーシリーズだけでなく中華人民共和国のJ-10にも搭載されている。AL-31Fはモジュラー設計となっており14個のモジュールで構成され、整備性に優れる。
AL-31FPとAL-37FU等の派生型は推力偏向型である。インド空軍のSu-30MKIやSu-37、Su-47試作機に搭載されている。AL-31FPとAL-37FUは推力偏向ノズルを最大±15°毎秒30°で傾ける事でピッチコントロールが可能で、それにより飛行領域を広げる事が可能である。
またクリーモフが開発した全方向に最大±15°毎秒60°で偏向できるKLIVT（KLImov Thrust Vector）技術に基づいたノズルを搭載することも可能である。このノズルはRD-133向けに開発されたものでクリーモフからの設計文章に基づいているもののかなりの作り直しを行っているという。

## 型式
AL-31F
基本型。寿命は、空軍の要求は300時間であったが当初はわずか100時間であった。その後、改良により最終的に1,000時間となった。推力はアフターバーナー使用時123 kN (27,700 lbf)。1981年より供給が始められた。
R-32
Su-27の記録挑戦型であるP-42向けにAL-31Fのアフターバーナー時の出力を13,600kgまで増強した特別型。
AL-31ST
ガスタービン型。出力16MW。
AL-32
Tu-444用の派生型で、アフターバーナーを搭載していない。推力は海面高度において9,700kg。
AL-31F シリーズ 30S
MiG-27のエンジン換装用に開発された型式。オーバーホール周期は500時間で、寿命は1,500時間である。
MiG-27に搭載しての試験では、戦闘効率が22-27%、最大離陸重量が15%、加速性が8%、持続時間が20-25%、最大速度（高度8kmでの値）が1,350km/hから1,480 km/hに増加し、離陸距離が15%、最低速度（高度8kmでの値）は400km/hから200km/hに減少したという結果が得られた。
AL-31Fシリーズ 3
Su-33向け改良型。空母での運用を前提とした塩害対策が施され、KRD-99B統合型デジタル調整器が搭載され推力の微妙な調整が可能。エンジン寿命は1,500時間。
通常のアフターバーナー時の推力は12,500kgだが、空母からの発艦時等のために短時間に限ってアフターバーナー推力を12,800-13,000kgにまで向上させる事を可能としている。AL-31F3、AL-31Kとも呼ばれる。
2016年10月にAL-31Fファミリーのエンジンへ既に適用されている改良を導入して生産されることが発表され、実際に2017年6月より生産が再開された。
AL-35F
Su-35 (Su-27M)用の派生型。推力はアフターバーナー使用時137 kN (30,800 lbf)。AL-31FMともよばれる。
AL-37FU
Su-37用の派生型でAL-35Fをベースに推力偏向ノズル（ピッチ方向の1軸式）を搭載している。推力は増強されアフターバーナー使用時に142 kN (31,900 lbf)となった。
AL-31FP
Su-30MKI向け改良型で推力偏向ノズル（ピッチ方向の1軸式）を搭載している。ただし、Su-37と異なり後ろから見ると、左右のノズルが「V」の字を描くように動く。2000年より供給が始められた。
エンジン制御にはAL-31F3と同じKRD-99Bが用いられ、搭載するSu-30の電子油圧機械制御システムおよびモータ制御システムに接続される。
最初のオーバーホール時間は1,000時間で寿命は2,000時間、ノズルのオーバーホール間隔は500時間である。
AL-31FN
J-10向け改良型でギアボックスなどをエンジン下に移転している。推力はアフターバーナー使用時127 kN (28,600 lbf)。エンジン寿命は2,000時間。
AL-31FN-M1
AL-31FNの改良型。推力132.4 kN (29,800 lbf)。推力偏向ノズルを採用している。
AL-31FNシリーズ 3
AL-31FNの改良型。タービン入口温度が25K増加し、TsRD-99デジタルコントロールユニットが装備された。推力はアフターバーナー使用時137 kN (30,800 lbf)。エンジン寿命は2,250時間となった。AL-31FN3とも呼ばれる。
AL-31F-M1
AL-31FにAL-35やAL-37の技術をフィードバックした改良型。AL-31F S42(シリーズ42)とも呼ばれる。AL-31Fとは互換性が持たせてあり、換装が可能である。
直径924mmの新しい低圧圧縮機のKND-924-4を備えて圧縮比を3.68に高め、エンジン制御装置はデジタル式制御のKRD-99Cとした。
オーバーホールまでの時間は750時間から1,000時間に増加し寿命は2,000時間、エンジンノズルの寿命は800時間である（TVC装備の場合）。
オプションで高高度でのスタートアップ機能やタービンスターター、推力偏向ノズル（全方位型、クリモフが開発したKLIVT）を装備可能。推力はアフターバーナー使用時132 kN (29,700 lbf)。
AL-31F-M2
AL-31F-M1の改良型。低圧圧縮機における空気力学的改善、空気流量の119kg/sへの増加、タービン入口温度の25Kの増加、圧力比の4.0への向上が行われている。低圧タービンも3次元的空気力学改善を行った。
エンジン制御としては予備として従来の機械制御システムも残つつFADECを導入している。推力はアフターバーナー使用時142 kN (31,900 lbf)。オーバーホール周期は1,000時間以上で、寿命は3,000時間である。
寸法はAL-31F-M1と同じであり換装に当たっての変更は必要ない。サトゥールンではSu-27SM3やSu-34での採用を見込んでおり、スホーイでも検討を行った。2012年より試験が行われている。
Su-57のエンジンとして提案されたがAL-41F1に敗れた。
AL-31F-M3-1
AL-31F-M2の改良型。低圧圧縮機をタービン数ブリスク構造のファン3段としたKND-924-3に変更し、タービン入り口温度は1507-1577℃に向上させる予定。燃焼室には「二重壁」技術を使用してガス温度を150度上げることを可能にする。ベンチテストでは14,500kgの推力を示した。
Su-57のエンジンとして提案されたがAL-41F1に敗れた。
AL-31F-M3-2
AL-31F-M3-1の9段の高圧圧縮機を6段に減らす。実現すればエンジンの長さを短くでき、より小さな全体寸法と効率的なガス発生器の実現を可能とする。Su-57のエンジンとして提案されたがAL-41F1に敗れた。

### AL-41F1系列
AL-31FPをベースに1.44向けに開発されていたAL-41の技術で大幅に改良したモデル。AL-41Fの名を冠しているがAL-31Fの系列である。
AL-41F1
Su-57の初期量産型に搭載される。
R145M-300と争い、AL-41FやAL-31Fなど既存の要素を使えてかつ安価であることから勝利している。ファンの直径が932mmに拡大されているほか、FADEC、推力偏向ノズル（ピッチ方向に20度、ヨー方向に16度可動、偏向速度毎秒60°）を備える。操縦性を高めるためFADECは飛行制御や操縦系と統合されているほか、無酸素でもエンジンを始動できるようにプラズマ点火システムを実装している。また、遠心油圧レギュレータを1機備えエンジンの電子機器に障害が生じた場合でも制限がかかるもののエンジンを稼動させることが可能である。
推力はドライで93.1 kN (20,900 lbf)、アフターバーナーを使用した状態で147 kN (33,000 lbf)。重量はAL-31Fと比較して150kg軽量化されているとされている。
2010年1月21日にSu-27M（T-10M-10）において飛行試験を実施、2018年4月17日にベンチテストを完了した。
AL-41F1S
Su-35用に開発されたAL-41F1の簡易型といえるもので推力が500kg減少しエンジン制御もFADECでなく旧式の電気機械制御システムとなっている。RCS低減のためエンジンのインレットと一番前方の圧縮機には電波吸収体が適用されている。
エンジンは寿命が4,000時間でオーバーホール周期が1,000時間である。推力はドライ時に86.3 kN (19,400 lbf)でアフターバーナー使用時は142 kN (31,900 lbf)である。
既存のAL-31F系列とは直径が違うが、わずかにエンジンナセルおよび装備を改修することで、Su-27/30に搭載可能とされる。インドのSu-30MKIのエンジン換装用として提案されたが、インド側は拒否した。
2008年2月20日、Su-35に搭載されて初飛行が行われ、2010年より供給が始められた。“117S”ともよばれる。

## 搭載機
- AL-31F
  - Su-27
  - Su-30
  - Su-30MKK（英語版）
  - J-11
  - J-15
  - J-16
  - J-20（試作機）
- AL-31FP
  - Su-30MKI/MKM/MKA/SM
  - Su-33UB
- AL-31F-M1
  - Su-27SM/SM3
  - Su-33（改修機）
  - Su-34
- AL-31F-M2
  - J-20(初期生産型)

- AL-31FN、AL-31FN3
  - J-10
- AL-31F3
  - Su-33
- AL-35F
  - Su-27M (旧Su-35)
- AL-37FU
  - Su-37
- AL-41F1S
  - Su-35
  - Su-30SM2
- AL-41F1
  - Su-57
- AL-32M
  - Tu-444

## 仕様（AL-31F）
一般的特性
- 形式: 2軸式アフターバーナー付ターボファン
- 全長: 4,990 mm
- 直径: 

  - 内径 905 mm
  - 外径 1,280 mm
- 乾燥重量: 1,570kg[51]

構成要素
- 圧縮機: 4段のファンと9段の圧縮段
- 燃焼器: アニュラ型
- タービン: 2段、単段式タービン

性能
- 推力: 

  - 74.5kN ドライ
  - 122.58kN アフターバーナー
- 全圧縮比（英語版）: 23
- バイパス比: 0.59
- タービン入口温度: 1685 K（1,412℃）
- 燃料流量: 

  - 24.6 g/(kN·s): ミリタリースラスト
  - 54.3 g/(kN·s): アフターバーナー全開時
- 燃料消費率: 200 Kg/KN·h
- 推力重量比: 

  - 4.77:1 ミリタリースラスト
  - 7.87:1 アフターバーナー全開時

出典: 